# Прогресивно-консервативна партія Канади
Прогреси́вно-консервати́вна па́ртія Кана́ди (англ. Progressive Conservative Party of Canada, фр. Parti progressiste-conservateur du Canada) — колишня канадська консервативна правоцентристська політична партія, існувала з 1867 по 2003 рік. Хоча партія офіційно перестала існувати 2003 року, ряд членів канадського Сенату продовжують[коли?] засідати як члени прогресивно-консервативної фракції. Прогресисти-консерватори були також відомі під назвою «торі» (але більшість канадців називало їх просто «консерваторами»).
| Політика | Це незавершена стаття про політику. Ви можете допомогти проєкту, виправивши або дописавши її. |